# Чапаев, Александр Васильевич
Алекса́ндр Васи́льевич Чапа́ев (23 августа 1910, Балаково, Самарская губерния — 7 марта 1985, Москва) — советский военачальник, участник Великой Отечественной войны, генерал-майор артиллерии (1959).
Старший сын начдива Красной Армии времён Гражданской войны Василия Ивановича Чапаева.

## Биография

### Происхождение
Александр Васильевич Чапаев родился 23 августа 1910 года в селе Балаково Николаевского уезда Самарской губернии (ныне город Балаково Саратовской области).
Его мать, дочь священника Пелагея Никаноровна Метлина, родила Александра в 16 лет. Отец, Василий Иванович Чапаев, часто находился в разъездах, поэтому Пелагея растила ребёнка одна. Чуть позднее у Александра появились ещё сестра Клавдия и брат Аркадий.
Окончив школу, Александр поступил в аграрный техникум, после которого начал работать агрономом в Оренбургской области.

### Предвоенный период
Любовь к артиллерии проснулась в Александре во время прохождения им срочной службы в Рабоче-Крестьянской Красной Армии, после которой он поступил на учёбу в артиллерийское училище.
По окончании училища Александр Васильевич начал службу в боевых частях, стажировался в Академии моторизации и механизации Красной Армии, а в 1939 году, с началом формирования Подольского артиллерийского училища, был направлен туда курсовым командиром.

### Великая Отечественная война
Великая Отечественная война застала 30-летнего капитана в должности командира батареи курсантов в Подольском артиллерийском училище.
С началом войны при училище был сформирован 696-й артиллерийский полк, в котором капитан Чапаев был назначен командиром дивизиона противотанковых орудий. Вскоре часть отправили на фронт.
В июле 1941 года командовал дивизионом в районе Городка. В октябре-декабре 1941 года вместе со своим дивизионом в составе 511-го гаубичного артиллерийского полка Чапаев сражался на подступах к Москве, где был впервые ранен.
После боёв под Москвой и последующего за этим наступления советские войска были надолго приостановлены на подступах к Ржеву, где сложилась критическая обстановка. Александр Чапаев, вернувшись из госпиталя, принял командование своим дивизионом.
5 декабря 1942 года Совинформбюро сообщило, что на одном из участков противник пытался контратаковать, однако от прицельного огня батарей Чапаева немцы, потеряв около сотни солдат и офицеров, обратились в бегство. Через два месяца Александр Чапаев, будучи уже майором, вступил в командование артиллерийским полком, который в составе 16-й истребительной противотанковой бригады был переброшен под Воронеж.
Прибыв под Воронеж, бригада получила приказ: выдвинуться вместе с другими частями в тыл противника и освободить Нижнедевицк — районный центр Воронежской области.
«С ходу овладеть городом не удалось, — вспоминал позднее Чапаев, — сил у противника было достаточно…». Перед рассветом с тыла подошла отступавшая под натиском советской 40-й армии крупная германская часть и атаковала войска Чапаева с двух сторон. Лишь когда в бой вступили реактивные установки, силы противника не выдержали и сдались в плен, в результате чего Нижнедевицк был освобождён.
12 июля 1943 года Александр Чапаев участвовал в танковом сражении под Прохоровкой. Его артиллеристы успешно отражали многочисленные танковые атаки немцев. Здесь Чапаев был ранен вторично, после чего три месяца находился на излечении.
Вернувшись в сентябре 1943 года на фронт, во время боёв за Харьков, А. В. Чапаев командовал уже 1850-м истребительным противотанковым артиллерийским полком 16-й истребительной противотанковой артбригады в звании подполковника.
В октябре 1943 года Чапаев был награждён орденом Александра Невского, а в ноябре того же года назначен командиром 64-й пушечной артиллерийской бригады, дислоцировавшейся на переднем краю в составе 1-го Прибалтийского фронта.
4 июля 1944 года войска под командованием генерала армии И. Х. Баграмяна штурмом овладели городом Полоцком — важным железнодорожным узлом. В приказе Верховного Главнокомандующего в числе отличившихся были названы артиллеристы генерала Н. М. Хлебникова и подполковника А. В. Чапаева.

### Послевоенный период
С августа 1949 года по декабрь 1950 года гвардии полковник Чапаев был командиром 40-й гвардейской пушечной артиллерийской бригады.
14 сентября 1954 года полковник Чапаев, в качестве командира одной из бригад, принял участие в испытаниях первой созданной в Советском Союзе плутониевой атомной бомбы, которые прошли в рамках учений на Тоцком полигоне в Оренбургской области. Бомба была взорвана на высоте 358 метров, её мощность составляла от 40 до 60 килотонн, что в несколько раз превысило мощность взорванной в 1945 году американцами над Хиросимой на высоте 600 метров.

Могила Чапаева на Кунцевском кладбище.

Бригада Чапаева, прибывшая на Тоцкий полигон из Владимира, получила новые реактивные установки. Было сделано предупреждение: «взрыв будет сопровождаться очень яркой вспышкой», однако о том, что будет взорвана атомная бомба, никто из военнослужащих проинформирован не был. Результатами взрыва стали выжженная земля, обугленные деревья, запекшиеся трупы животных, оставленных на этой территории в качестве подопытных. Впоследствии Чапаеву, как и другим участникам испытаний, приходилось проходить частые медицинские обследования на болезни, связанные с радиацией. Причины их проведения скрывались с целью неразглашения военной и государственной тайны.
Весной 1956 года бригада, которой командовал Чапаев, была расформирована, а её командир был направлен на высшие академические курсы при Военной академии имени Дзержинского.
По окончании курсов А. В. Чапаев был назначен командующим артиллерией Приволжского военного округа, с присвоением в мае 1959 года воинского звания генерал-майор артиллерии.
Завершил военную службу Александр Чапаев в должности заместителя командующего артиллерией Московского военного округа.
Будучи уже на пенсии, Чапаев активно занимался военно-патриотической работой. Часто посещал 25-ю гвардейскую дивизию имени своего отца — В. И. Чапаева, где проводил занятия с молодыми воинами.
В семье А. В. Чапаева было трое детей, в том числе сыновья Валентин и Аркадий. 
Скончался 7 марта 1985 года в Москве. Похоронен на Кунцевском кладбище (9 уч.).
Год рождения (1910), возможно, не соответствует действительности. Во всех наградных листах военного периода годом рождения указан 1912.

## Награды[8]

Портрет А. В. Чапаева в экспозиции музея В. И. Чапаева в Чебоксарах

За большие заслуги перед Родиной Александр Васильевич Чапаев отмечен тремя орденами Красного Знамени, Трудового Красного Знамени, Суворова III степени, Александра Невского, Отечественной войны I степени, Красной Звезды и многими медалями:
- Орден Красного Знамени[7] — в приказе Западного фронта от 22 марта 1942 года, капитана, командира дивизиона 511-го гаубично-артиллерийского полка РГК, за отражение «психической» атаки противника в районе д. Льгово 24 декабря 1941 года и за руководство дивизионом в бою 27 декабря 1941 года несмотря на ранение.
- Орден Александра Невского[9] — в приказе Воронежского фронта от 10 июня 1943 года, подполковника, командира артиллерийского полка 16-й истребительной бригады, за отражение прорыва противника из окружения в районе д. Першино Нижне-Девицкого района Курской области 29 января 1943 года, без помощи пехоты, уничтожил 1200 солдат и офицеров, взял в плен 403 гитлеровца, захватил трофеи — 11 орудий, 27 пулемётов, 19 автоматов, до 700 винтовок и 51 лошадь. За разгром колонны противника в бою под г. Нижне-Девицком — уничтожено 2 батальона пехоты, автомашины, орудия. За атаку и взятие без помощи пехоты д. Пятихатки на подступах к Харькову 15 февраля 1943 года и взятие первыми Харькова совместно с 472-м стрелковым полком 100-й стрелковой дивизии 16 февраля 1943 года.
- Орден Отечественной войны I степени[10] — в приказе по 1-му Прибалтийскому фронту от 13 февраля 1944 года, подполковника, командира 66-й тяжёлой пушечной артиллерийской бригады 21-й артиллерийской дивизии РГК, за руководство бригадой и участие во взятии опорного пункта врага — с. Озерище 30 декабря 1943 года.
- Орден Красного Знамени[11] — в приказе по 1-му Прибалтийскому фронту от 10 июля 1944 года, подполковника, командира 64-й тяжёлой пушечной артиллерийской бригады 21-й артиллерийской Духовщинской дивизии, за организацию контрбатарейной борьбы и участие в прорыве войск фронта 23—24 июня 1944 года.
- Орден Суворова III степени[12] — в приказе № 01190/н по Ленинградскому фронту от 22 июля 1945 года, полковника, командира 64-й тяжёлой пушечной артиллерийской бригады 21-й артиллерийской Духовщинской дивизии, за участие в освобождении г. Рига и за умелое руководство 64-й тяжёлой пушечной бригадой приведшего к награждению этого соединения орденом Красного Знамени.

## Память
- Именем Александра Чапаева названа улица в селе Першино Воронежской области, которое в 1943 году освобождал полк А. В. Чапаева.
- Почётный гражданин городов: Юхнов, Лебедин и села Першино Воронежской области.
- Генеральский мундир А. В. Чапаева, его портрет и личные вещи выставлены в экспозиции музея В. И. Чапаева в Чебоксарах.